# Großdresbach
Großdresbach ist ein Ortsteil von Steinenbrück in der Stadt Overath im Rheinisch-Bergischen Kreis in Nordrhein-Westfalen, Deutschland.

## Lage und Beschreibung
Der Wohnplatz liegt westlich vom Kerngebiet Overath an der Grenze zum Rhein-Sieg-Kreis  und ist mit den Ortsteilen  Kleindresbach und Katzemich zu  einem Siedlungsgebiet zusammengewachsen. Er ist über die  Olper Straße  (Landesstraße 84) und  die Dresbacher Straße zu erreichen und durch die Buslinie 425 des RVK an den öffentlichen Nahverkehr angeschlossen.

## Geschichte
Die Topographia Ducatus Montani des Erich Philipp Ploennies, Blatt Amt Steinbach, belegt, dass der Wohnplatz bereits 1715 zwei Hofstellen besaß, die als Dreswig beschriftet sind. Carl Friedrich von Wiebeking benennt die Hofschaft auf seiner Charte des Herzogthums Berg 1789 als Groß Driesbach. Aus ihr geht hervor, dass der Ort zu dieser Zeit Teil der Honschaft Löderich im Kirchspiel Overath war.
Der Ort ist auf der Topographischen Aufnahme der Rheinlande von 1817 als Gr. Treisbach verzeichnet. Die Preußische Uraufnahme von 1845 zeigt den Wohnplatz unter dem Namen Gr. Dresbach. Ab der Preußischen Neuaufnahme von 1892 ist der Ort auf Messtischblättern regelmäßig als Gr. Dresbach oder Großdresbach verzeichnet.
1822 lebten 32 Menschen im als Hof kategorisierten und als (Groß-)Treisbach bezeichneten Ort, der nach dem Zusammenbruch der napoleonischen Administration und deren Ablösung zur Bürgermeisterei Overath im Kreis Mülheim am Rhein gehörte. Für das Jahr 1830 werden für Groß- und Klein-Treisbach zusammen 56 Einwohner angegeben. Der 1845 laut der Uebersicht des Regierungs-Bezirks Cöln als Hof kategorisierte und als Groß-Dresbach bezeichnete Ort besaß zu dieser Zeit sieben Wohngebäude mit 30 Einwohnern, alle katholischen Bekenntnisses.
Die Liste Einwohner und Viehstand  von 1848 zählt in Großdresbach 27 Einwohner und nennt Namen und Berufe der Haushaltsvorstände: Peter Barg (Wittib), Wilhelm Becker, Johann Adolph Dresbach, Johann Selbach senior und Johann Selbach junior, alles Ackerer, wobei Selbach junior zusätzlich als Pächter bezeichnet wird.  Ihm gehört das meiste Vieh der Großdresbacher: 1 Ochse, 3 Kühe und 1 Kalb. Der einzige Tagelöhner der Ortschaft  Wilhelm Merlvede ist Besitzer  von 1 Kuh.
Die Gemeinde- und Gutbezirksstatistik der Rheinprovinz führt Grossdresbach 1871 mit zehn Wohnhäusern und 50 Einwohnern auf. Im Gemeindelexikon für die Provinz Rheinland von 1888 werden für Groß Dresbach acht Wohnhäuser mit 43 Einwohnern angegeben. 1895 besitzt der Ort acht Wohnhäuser mit 53 Einwohnern. 1905 werden zehn Wohnhäuser und 48 Einwohner angegeben.